# فوسامبو-سور-لو-لاک، کبک
فوسامبو-سور-لو-لاک (به فرانسوی: Fossambault-sur-le-Lac) شهرکی در منطقه شهری لا ژاک-کارتیه ناحیه کاپیتل-ناسیونال در استان کبک کانادا است. در سرشماری سال ۲۰۱۱ این شهرک ۱٬۱۵۱ نفر جمعیت داشته‌است و مساحت آن ۱۰٫۹۶ کیلومتر مربع است.